# ديوث

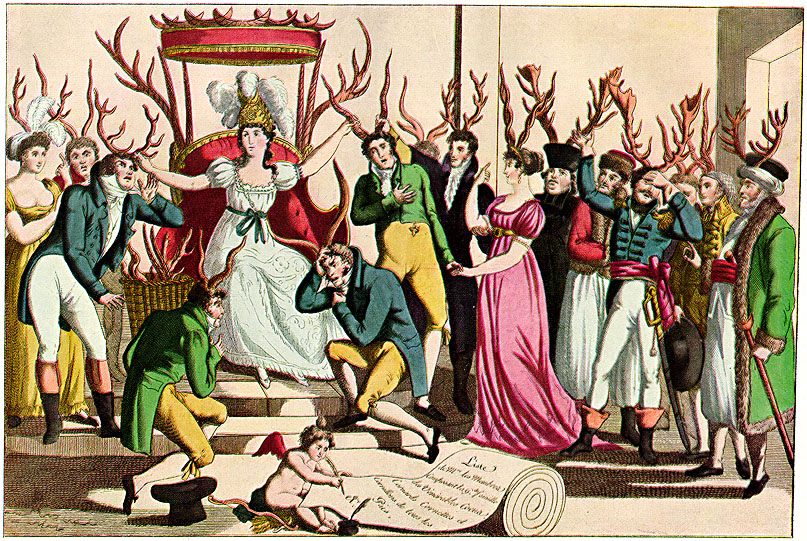

الدَّيُّوْث كما ورد في «الصحاح في اللغة» هو «القُنْذُعُ، وهو الذي لا غَيرةَ له» أو القَرنَان وبالمعنى العصري هو الزوج الذي تمارس زوجته الجنس مع رجل آخر - أو مع عدة رجال أو مع امرأة أو مع عدة نساء أو مع مجموعة مختلطة من الجنسين بعلمه، وفي الغالب يكون الديوث موضع سخرية واستهزاء من المجتمع.

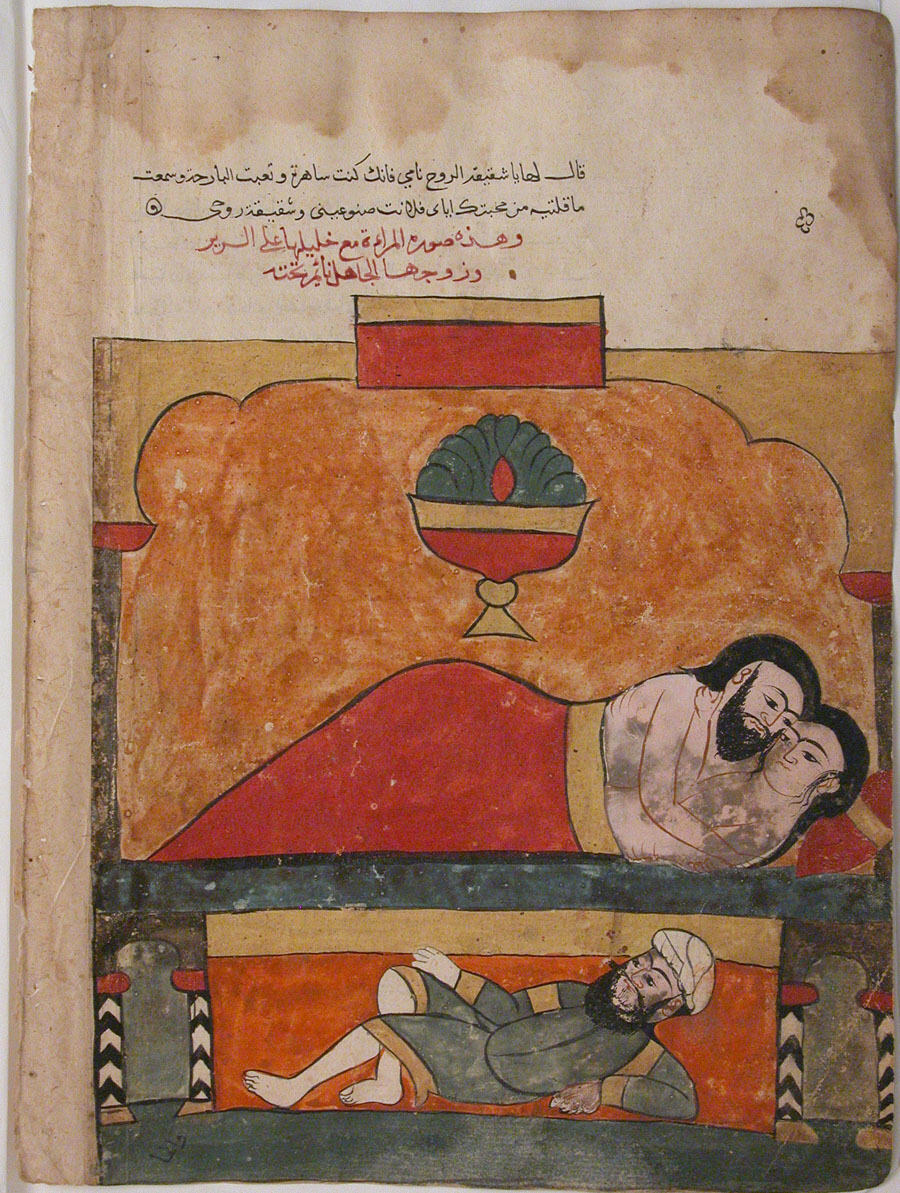

## نظرة الإسلام للديوث
الديوث هو مصطلح أخذ شهرته من تعريفه الشرعي في الإسلام ويتصور كثيرون أنه يكافئ القواد وهو ليس كذلك
فالقواد هو من يدير عمل العاهرة سواء كانت قريبة له أم لا
أما الديوث فهو شرعا من يرضى الفجور في أهله حتى لو لم يكن هذا الفجور زنا وقال ابن منظور: «الديوث هو الذي لا يغار على أهله» لسان العرب 4/456
ما رواه الإمام أحمد في مسنده «ثلاثٌ لا يدخلون الجنةَ ولا ينظرُ اللهُ إليهم يومَ القيامةِ العاقُّ والدَيه والمرأةُ المترجلةُ المتشبهةُ بالرجالِ والديوثُ وثلاثةٌ لا ينظرُ اللهُ إليهم يومَ القيامةِ العاقُّ بوالدَيه والمدمنُ الخمرَ والمنانُ بما أعطى.».

## في الصين
في الثقافة الصينية، ترمز «القبعة الخضراء» للديوث، حيث أن صوت تلك الكلمتين يماثل صوت كلمة «الديوث» باللغة الصينية، وكان في السابق لزماً على أسرة العاهرات ارتداء القبع الخضراء لتمييزهم. لذا لا زال الصينيون يمتنعون تماماً عن ارتداء القبع التي يوجد بها أي أثر للون الأخضر، حتى عند اشترائهم الأزياء الغربية.